# Oeneis oeno
Oeneis oeno är en fjärilsart som beskrevs av Jean Baptiste Boisduval 1832. Oeneis oeno ingår i släktet Oeneis och familjen praktfjärilar. Inga underarter finns listade i Catalogue of Life.